# Antonio Paoli
Antonio Emilio Paoli y Marcano (* 14. April 1871 in Ponce; † 24. August 1946 in San Juan) war ein puerto-ricanischer Opernsänger (Tenor).

## Leben
Paolis musikalische Begabung wurde von seinen Eltern gefördert. Da diese bereits starben, als er zwölf Jahre alt war, wuchs er bei seiner Schwester, der Sängerin Amalia Paoli in Spanien auf. Diese verschaffte ihm Stipendien zur Ausbildung am Real Monasterio del Escorial (ab 1882) und zu einem Gesangsstudium in Italien an der Academia de Canto La Scala (1897). Er debütierte 1899 an der Pariser Oper in Rossinis Oper Guillaume Tell.
Es folgte eine steile Karriere als Opernsänger. Paoli trat an Opernhäusern in Europa, Asien, Afrika und Amerika auf und galt als ernsthafter Konkurrent Enrico Carusos. 1905 ernannt ihn Zar Nikolaus II. zum Kammersänger. 1907 sang er in der Sixtinischen Kapelle vor Papst Pius X., und Kaiser Wilhelm II. ernannte ihn zum Kaiserlichen Hofsänger. Im gleichen Jahr unternahm er als erster Opernsänger eine Gesamtaufnahme einer Oper, des Bajazzo von Ruggiero Leoncavallo. 1910 wurde er als Erster Tenor an der Mailänder Scala engagiert, als Gast trat er auch am Teatro Colón in Buenos Aires auf.
Im Jahr 1914 verlor Paoli seine Stimme. In Folge finanzieller Fehlinvestitionen war er in kurzer Zeit mittellos und versuchte sich daher in England als professioneller Boxer; er musste diese Laufbahn jedoch nach einer Verletzung wieder aufgeben. Im Jahr 1917 kehrte er mit einer Aufführung von Samson et Dalila am Constanzi-Theater in Rom auf die Opernbühne zurück – entgegen den Erwartungen seiner Zeitgenossen mit großem Erfolg.
Es folgten neue Konzertreisen durch Italien, Südamerika und die USA und Auftritte an der Brooklyn Academy of Music, dem Manhattan Opera House und dem Metropolitan Opera House in Philadelphia. Bis 1927 lebte er überwiegend in New York, dann kehrte er nach Puerto Rico zurück. Er unterrichtete dort an der Paoli Academy seiner Schwester Amalie und hatte 1928 seinen letzten Bühnenauftritt in San Juan mit Verdis Othello. Als Sänger trat er 1942 zum letzten Mal in einem Konzert zum ersten Jahrestag des Todes seiner Schwester Amalia auf. 1946 starb er an einer Krebserkrankung.